# Ізабелла Марія Баварська
Ізабелла Марія Баварська (нім. Isabella Marie  von Bayern), повне ім’я Марія Ізабелла Луїза Амалія Ельвіра Бланка Елеонора Баварська (нім. Marie Isabella Luise Amalie Elvira Blanche Eleonore, Prinzessin von Bayern), 31 серпня 1863 — 26 лютого 1924) — принцеса Баварська з династії Віттельсбахів, донька принца Адальберта Баварського та іспанської інфанти Амелії де Бурбон, дружина герцога Генуї Томмазо Савойського.

## Біографія
Ізабелла Марія народилась 31 серпня 1863 року у палаці Німфенбург на заході Мюнхена. Вона була першою донькою і третьою дитиною принца Баварського Адальберта та його дружини Амелії де Бурбон. У дівчинки були старші брати Людвіг Фердінанд та Альфонс, а згодом з'явились молодші сестри Ельвіра та Клара. Батько помер, коли їй було дванадцять.
2 квітня 1883 року її старший брат Людвіг Фердінанд у Мадриді взяв за дружину кузину Марію де ла Паз. А через два тижні, 14 квітня, Ізабелла Марія пошлюбилася у Німфенбурзі із Томмазо Альберто Савойським, герцогом Генуї. Нареченій було 19 років, нареченому — 29. Цей союз вчетверте об'єднав дім Віттельсбахів і Савойську династію. Як відмічали глядачі, весілля відрізнялося «добрим смаком і простотою». У подружжя народилося шестеро дітей. 
Померла Ізабелла Марія 26 лютого 1924 року у Римі від бронхіальної пневмонії. Чоловік пережив її на сім років.

## Родина
Чоловік — Томмазо Савойський, другий герцог Генуезький
Діти:
- Фердінандо (1884—1963) — третій герцог Генуезький, одружений із Марією Лігією Ґандольфі, дітей не мав;
- Філіберто (1895—1990) — четвертий герцог Генуезький, одружений з Лідією Аренберзькою, дітей не мав;
- Бона Маргарита (1896—1971) — одружена з принцом Баварським Конрадом, мала сина та доньку;
- Адальберто (1898—1982) — герцог Бергамський, італійський генерал, одружений не був і нащадків не залишив;
- Марія Аделаїда (1904—1979) — одружена із Леоне Массімо, принцом Арсолі, герцогом Антіколі-Коррадо, мала шестеро дітей;
- Еудженіо (1906—1996) — п'ятий герцог Генуезький, одружений із Лючією Бурбон-Сицилійською, мав єдину доньку.

## Нагороди
- Орден королеви Марії Луїзи (№612)[1]